# Auguste Ott
Pour les articles homonymes, voir Ott.
Auguste Ott (né à Strasbourg le 21 janvier 1814 et mort à Paris le 6 août 1903 est un économiste, philosophe et journaliste français. C'est aussi un disciple de Philippe Buchez, un des pionniers du catholicisme social, et un polémiste,,.

## Biographie
Auguste Ott est né à Strasbourg en 1814. Avocat en droit, il est d'abord chargé de diffuser la pensée de Philippe Buchez  un ancien disciple de l'église Saint-simonienne dont il fait connaissance en 1834 . A cet effet en 1838, Des Associations d'ouvriers. Au début des années 1840, il étudie la philosophie allemande et publie Hegel et la philosophie allemande en 1844 où il soutient que l'éclectisme de Victor Cousin est de l'hégélianisme affaibli ainsi qu'un texte sur la philosophie de Victor Cousin. En 1847 il est un des fondateurs de la Revue nationale qu'il dirige jusqu'en 1851. Dans cette revue proche des idées de Philippe Buchez il attaque les communistes, Charles Fourier et Proudhon,.
En 1848, il se présente aux élections à la Constituante dans le Bas-Rhin et est battu. À la mort en 1854 d'Henri Feugueray, un autre membre du groupe constitué autour de Buchez dans les années 1830, il n'écrit plus que des ouvrages d'histoire et des traductions de livre allemand. Il ne sort de cette réserve vis-à-vis de l'économie et du social qu'à quelques reprises. La première fois pour participer en 1865 à des polémique autour de la législation sur les associations coopératives, puis en 1869 dans le Journal des économistes pour commenter une attaque adressée par Gustave de Molinari aux socialismes et parue dans ce même journal. Enfin en 1890, toujours dans le Journal des économistes, avec un texte dans lequel il attaque la pensée de Léon Walras sur l'équilibre générale et l'économie politique pure. Il est possible que d'autres écrits de Ott se soient glissés dans ce journal libéral et n'aient pas encore été repérés par la littérature secondaire.

## Ott et l'économie sociale
En 1851, il publie son Traité d'économie sociale dans lequel il expose ses idées. Selon lui, l'« l'économie doit être une science rectrice, morale et politique en dialogue à l'histoire et la philosophie ». Son but doit être non seulement la justice sociale mais aussi conduire au progrès, vu comme non linéaire et supposer être la réalisation d'une loi religieuse qui « suppose un législateur supérieur à l'humanité ».  L'essentiel pour la science économique est de déterminer ce qui est utile à la société pour ensuite le produire. Il est absolument opposé à l'idée Walrassienne que la loi de l'offre et de la demande puisse diriger l'économie. Pour réaliser son objectif il compte sur une prolifération d'associations et des institutions de régulation et de prévision

## Œuvres
- Auguste Ott, « Comptes-rendus Éléments d'économie de politique pure », Journal des économistes, 5e série, t. 1,‎ janvier 1890, p. 98-114 (lire en ligne sur Gallica).
- Critique de l'idéalisme et du criticisme (1883).
- De la raison, recherches sur la nature et l'origine des idées morales et scientifiques (1873).
- Histoire ancienne. L'Asie occidentale (1863).
- Histoire ancienne. L'Inde et la Chine (1860).
- Traité d'économie sociale, ou L'économie politique coordonnée au point de vue du progrès (1851).
- Comment doit être élue l'Assemblée nationale (1848).
- Hegel et la philosophie allemande, ou Exposé et examen critique des principaux systèmes de la philosophie allemande depuis Kant, et spécialement de celui de Hegel (1844).
- Appel aux hommes de bonne volonté (1840).